# Beyond the Border (1925)
Beyond the Border (no Brasil: Do Outro Lado da Fronteira[carece de fontes?]) é um filme faroeste dos Estados Unidos de 1925 dirigido por Scott R. Dunlap, produzido por Hunt Stromberg e estrelado por Harry Carey. Foi lançado por Producers Distributing Corporation.

## Elenco
- Harry Carey .. Bob Smith
- William Scott ... Bob Moore
- Mildred Harris ... Molly Smith
- Tom Santschi ... Nick Perdue
- Jack Richardson ... Brick Dawson
- Joe Rickson ... Blackie Cullen (como Joseph Rickson)
- Neola May ... Housekeeper (como Princess Neola)
- Victor Potel ... Slim Snyder